# Ion Crăciunescu
Pour les articles homonymes, voir Crăciunescu.
Ion Crăciunescu, né le 27 septembre 1950 à Craiova, est un arbitre roumain de football. Il est footballeur dans les années 1960 à 1975, au Chimia Râmnicu Vâlcea, remportant une deuxième division roumaine en 1974. Il joue auparavant au FC Universitatea Craiova. Il est arbitre dès 1978, puis arbitre FIFA dès 1984. Il arrête en 1996. Il est de 2003 à 2005, le président de la Commission des arbitres roumains.

## Carrière
Il a officié dans des compétitions majeures : 
- Ligue des champions de l'UEFA 1994-1995 (finale)
- Coupe des confédérations 1995 (2 matchs)